# Криста Маколиф
Шарън Криста Маколиф (на английски: Sharon Christa McAuliffe) (2 септември 1948 – 28 януари 1986 г.) e американска астронавтка, загинала при катастрофата на космическата совалка Чалънджър, мисия STS-51-L.

## Образование
Ш. Криста Маколиф завършва Framingham State College през 1970 г. с бакалавърска степен по история. През 1978 г. става магистър по изкуствата в университета Bowie State University в Бостън. От 1982 г. е преподавател в университета Конкорд в Ню Хемпшир.

## Служба в НАСА
Избрана е за астронавт от НАСА на 19 юли 1985 г. като член на проекта „Учител в космоса“ (на английски: Teacher in Space). Селекцията е извършена между 11000 кандидати. След приключване на съкратен курс на обучение е включена в екипажа на мисия STS-51-L. Планирани са два открити урока, които Криста да осъществи от борда на космическата совалка Чалънджър.

## Полет
К. Маколиф лети в космоса като член на екипажа на фаталната мисия STS-51-L:
| Космически полет на Ш. Криста Маколиф         | Космически полет на Ш. Криста Маколиф | Космически полет на Ш. Криста Маколиф | Космически полет на Ш. Криста Маколиф | Космически полет на Ш. Криста Маколиф | Космически полет на Ш. Криста Маколиф | Космически полет на Ш. Криста Маколиф |
| №                                             | Дата                                  | КК                                    | Емблема на мисията                    | Функции                               | Продължителност                       |                                       |
| --------------------------------------------- | ------------------------------------- | ------------------------------------- | ------------------------------------- | ------------------------------------- | ------------------------------------- | ------------------------------------- |
| 1                                             | 28 януари 1986                        | „Чалънджър“, мисия STS-51-L           |                                       | Специалист на мисията                 | 1 мин. 13 сек.                        |                                       |
| Сумарно време в космоса – 1 мин. и 13 секунди |                                       |                                       |                                       |                                       |                                       |                                       |

По време на мисията совалката Чалънджър се взривява 73 сек. след старта. Криста Маколиф загива на 37 г. възраст заедно с останалите шестима астронавти от седемчленния екипаж на космическия кораб.

## Награди
На 23 юли 2004 г., Криста Маколиф е наградена (посмъртно) от Конгреса на САЩ с Космически медал на честта – най-високото гражданско отличие за изключителни заслуги в областта на аерокосмическите изследвания.